# Andrei Farago
Andrei Farago, în maghiară Faragó Endre (1886, Caransebeș – 1965, Orăștie) a fost un farmacist maghiar care a pus bazele cooperativei „Digitalis” care ulterior a devenit compania „Fares” din Orăștie.
În anul 1908 s-a mutat în Orăștie unde se căsătorește cu fiica lui Josef Graffius, proprietarul farmaciei „La Leul de Aur”.
Studiile în domeniul farmaceutic le-a efectuat la Viena.
Andrei Farago a fost pasionat de plante, creând numeroase rețete de ceaiuri și tratamente folosite și recunoscute în întreaga lume.
În anul 1919 realizează un studiu intitulat „Plantele medicinale. Cultivarea și exploatarea lor; importanța lor în Transilvania”.
Datorită rezultatelor avute în domeniul cercetării primește în anul 1934 „Meritul Comercial si Industrial - clasa I” prin decret Regal.